# ごんべえのあいむそ〜り〜
『ごんべえのあいむそ〜り〜』は、1985年にセガからリリースされたアーケード用のドットイートゲーム。開発はコアランドテクノロジー。
『I'm Sorry』のタイトルで北米でもリリースされた。

## 概要
主人公ごんべえを操作し、1画面固定のステージの迷路内に散らばる金塊を全て集めるドットイートゲーム。
1レバー＋2ボタン（攻撃とジャンプ）。ごんべえはジャンプで敵を避ける他に、パンチとハリセンを繰り出して敵を倒すことが可能。敵は倒しても蘇る。画面中を転がる樽は倒せない。
画面内の金塊をスタート地点である画面上部の建物に全て運べばクリアとなる。全ての金塊をまとめて運ぶと高得点になる。得点はごんべえの頭上に表示される。
全4ステージのループゲームで、4面をクリアすると1面へ戻る。隠し要素やステージ内のギミックも豊富である。

### 余談
- 主人公のごんべえは1970年代に首相を務めながらも田中金脈問題で失職し、1985年の発売当時はロッキード事件の控訴審が開始されるところであった田中角栄にそっくり（つまり時事ネタ）であり、敵キャラクターも全て実在の有名人（後に故人となった人物も含む）に酷似していることで話題になった（ジャイアント馬場（耐久力が高い）、マリリン・モンロー、マイケル・ジャクソン、タモリ、瀬古利彦など）。
- ロケテストに使われた開発中の基板及び初期生産分ではクリア時のかけ声が田中の口癖である「よっしゃよっしゃ」をそのまま使用していたが、後の生産分以降では「わっはわっは」に差し替えられている。
- （2020年現在）家庭用ゲーム機に移植されず、ダウンロード販売及び復刻版も発売されていない為、同ゲームの基板を所有する事が唯一プレイできる手段となっている。